# 草原 (阿拉巴馬州)
草原（英語：Prairie）是位於美國阿拉巴馬州威爾科克斯縣的一個非建制地區。該地的面積和人口皆未知。

## 地理
草原的座標為32°09′14″N 87°26′23″W / 32.15389°N 87.43972°W，而該地的平均海拔高度為49米（即161英尺）。